# Kesendre
Kesendre (mac. Кесендре) – wieś w południowej Macedonii Północnej, w gminie Kawadarci. W 2002 roku była wyludniona.

położenie wsi na mapie gminy